# Alive Records
Alive Records, iniciada em 1994 em Los Angeles pelo expatriado francês Patrick Boissel, cresceu pela associação com a gravadora estadunidense Bomp! Records.
O catálogo de som da Alive inclui The Black Keys (Alive lançou o seu álbum de estréia The Big Come Up), The Nerves, The Plimsouls, Two Gallants, SSM, Trainwreck Riders, Buffalo Killers, Black Diamond Heavies, Radio Moscow, the Soledad Brothers, Turpentine Brothers, The Howling Diablos, The Bloody Hollies, lançou também sons de Mick Farren do The Deviants, Nikki Sudden e o Swell Maps. As mais recentes adições foram Thomas Function, Hacienda, Brimstone Howl, Left Lane Cruiser, Ron Franklin e Nathaniel Mayer, a lenda de Detroit.